# 金星9A號
金星9A號也稱為宇宙482號（Kosmos 482），是蘇聯於1972年3月31日發射的金星探測器，原计划向金星投送着陆器，在金星表面进行一套复杂的科学测量，包括对金星岩石的研究。但由於运载火箭末端節定时装置错误导致发动机提前关机，金星9A号最终未能被成功將推向金星，滯留於低地球軌道。1963年起蘇聯對在低地球軌道的人造衛星賦予宇宙的稱號，因而被命名為宇宙482號。
金星9A号由主舱和着陆器组成。其中，主仓在1981年就坠入地球大气，掉落至紐西蘭。剩余重约495千克的着陆器在2025年5月10日返回地球，坠入雅加达以西的印度洋海域，由於其設計能承受金星極端的高溫與壓力，亦意味著它在穿越地球大氣層時有可能保持完整結構並撞擊地面。